# Андреј Костадиновић
Андреј Костадиновић (Београд, 12. октобар 1979) је српски песник, приповедач и есејиста.

## Биографија
Андреј Костадиновић је дипломирао на катедри за индијску књижевност и санскрт на Филозофском факултету у Новом Саду. Песништвом се бави од млађих разреда основне школе. Није члан ниједног књижевног удружења.